# Verdi Verdi
I Verdi Verdi sono un partito politico italiano ambientalista, liberal-ambientalista e liberal-democratico. Pur presentandosi spesso a livello nazionale, ha radicamento pressoché esclusivo in Piemonte.

## Storia del partito

### Anni novanta: fuori dai poli
Il partito è stato fondato il 14 gennaio 1991 da Maurizio Lupi. Lupi (omonimo di un altro famoso politico), nato a Torino il 18 gennaio 1961, laureato in Scienze motorie e docente di educazione fisica, con un passato nella Democrazia Cristiana, viene candidato alle elezioni comunali di Torino del 1990 nella Federazione delle Liste Verdi; una volta eletto però lascia la Lista Verde ed entra nella maggioranza che sostiene il sindaco Valerio Zanone, denunciando un'eccessiva radicalizzazione delle posizioni a sinistra delle Liste Verdi; diventa assessore all'ambiente e fonda i Verdi Verdi.
Il partito ha iniziato a presentarsi ufficialmente alle elezioni politiche nel 1992, con risultati modesti rispetto alla Federazione dei Verdi, partito erede delle Liste Verdi. Negli anni successivi, con l'introduzione nel 1993 del maggioritario, ha continuato a partecipare alle consultazioni popolari autonomamente, senza accordi di coalizione con le principali formazioni nazionali. I Verdi Verdi sono sempre stati una componente regionale presente in Piemonte. Il contenitore nazionale che ha rappresentato l'ambientalismo liberale è stato incarnato in tempi non sospetti dai Verdi liberaldemocratici promosso e costituito a metà degli anni novanta da esponenti del mondo ex verde e non.
I soci fondatori del movimento dei Verdi liberaldemocratici sono stati Silvano Vinceti, ex fondatore e coordinatore dei verdi del sole che ride, Roberto De Santis, coordinatore nazionale Associazione Ambientalista Kronos, Lele Rizzo ex portavoce nazionale dei Verdi del sole che Ride e Federico Clavari ex tesoriere dei Verdi del sole che ride. Al movimento dei Verdi liberaldemocratici si federarono i Verdi Verdi del Piemonte di Maurizio Lupi e Balducci di Ambiente Club e consigliere regionale in Puglia. In occasione delle elezioni politiche del 1996 i Verdi liberaldemocratici, guidati dall'ex presidente dell'associazione ambientalista Kronos 1991 di Silvano Vinceti e con Roberto De Santis Segretario Nazionale, si sono federati con Forza Italia.
I verdi Liberal democratici costituiscono con Silvano Vinceti e Roberto De Santis il Comitato Ambiente del Polo, a cui partecipano i vari Responsabili ambiente del Polo camera e senato, delle diverse forse politiche, tra cui Alleanza Nazionale, il Ccd, Forza Italia ed altri. L obiettivo comune era di rilanciare una politica comune in materia di ambiente.
Il simbolo dei Verdi Liberaldemocratici era una anemone azzurra. I Verdi liberaldemocratici si sono sciolti definitivamente nel 1999: la loro corrente, guidata da Roberto De Santis, confluirà nei Verdi Verdi - di cui lo stesso De Santis viene eletto segretario nazionale - garantendo così a questi ultimi una presenza più capillare sul territorio ed una maggiore diffusione. Nel 1997, alle elezioni comunali di Torino, i Verdi Verdi candidano Maurizio Lupi a sindaco: otterrà 4.093 voti e lo 0,74%; la lista 3.663 voti e lo 0,81%. I Verdi Verdi nel frattempo presentano la lista ed alle elezioni provinciali di Torino candidano Alessandro Lupi, che ottiene lo 0,8%.

### Anni duemila: alleanza col centrodestra
Nel 2003 i Verdi Verdi laziali candidano alle elezioni provinciali di Roma il Segretario Nazionale dei Verdi Verdi Roberto De Santis: egli ottenne 6.083 voti e lo 0.51%; la lista 5.418 voti e lo 0.56%, Roberto De Santis fu il terzo Presidente più votato. La sua candidatura scaturì in quanto I Verdi Verdi sottoscrissero ed accettarono il programma portato in dote dai Verdi Liberaldemocratici, e tale accordo permise alla componente regionale dei Verdi Verdi di acquisire una precisa identità ed un respiro ed una presenza non più localistica.
Nel 2004 il partito si candida sia alle elezioni europee che in molte elezioni amministrative. Alle europee il movimento ha formato la Lista per l'Abolizione dello Scorporo e contro i Ribaltoni-Federazione Nazionale Verdi Verdi-Verdi Federalisti insieme ai Verdi Federalisti, riutilizzando il simbolo della lista del Abolizione Scorporo, già legata alla Casa delle Libertà alle politiche del 2001, cosa che ha permesso loro di evitare la raccolta delle firme necessarie. Nelle circoscrizioni dell'Italia Settentrionale furono candidati sia Maurizio Lupi che suo fratello Alessandro, nell'Italia Centro-Meridionale il segretario dei Verdi Verdi Roberto De Santis e la presidente dei Verdi Federalisti Laura Scalabrini. La lista ottenne solo 158.988 voti con lo 0,49%. Alle elezioni della provincia di Torino la lista dei Verdi Verdi appoggia il candidato del centro-destra Franco Botta, anche se Maurizio Lupi si candida autonomamente con la lista Pace-No inceneritore.
Nel 2005 si sono presentati alle elezioni regionali piemontesi all'interno della Casa delle Libertà appoggiando il presidente uscente Enzo Ghigo; la lista ottiene 23.761 voti e l'1,16% e soprattutto risulta eletto al consiglio regionale il segretario Maurizio Lupi. Nel Lazio, invece, si consuma la scissione della componente verde liberaldemocratica, che forma il Movimento Politico degli Ecologisti ed alle elezioni regionali del Lazio appoggia il candidato del centro-destra Francesco Storace. La scissione scaturì in quanto vi fu un tentativo di Maurizio Lupi di accordarsi con i Verdi Verdi. Lupi dichiarò infatti in una intervista a Repubblica di aver tentato un accordo con i Verdi del Sole che Ride Tale accordo chiaramente contrastava con l'accordo politico sottoscritto tra Lupi e De Santis, in quanto così facendo per questioni semplicemente elettorali, i Verdi Verdi si accordavano con i Verdi del sole che ride tradendo il programma sottoscritto con la componente dei Verdi liberaldemocratici agli inizi degli anni 2000, rappresentata dal Segretario Nazionale Roberto de Santis. Chiaramente tale scissione indebolì la componente dei Verdi Verdi che da quel momento venne ricacciata e confinata nel suo alveo di origine, il Piemonte.
Alle elezioni europee del 2004,gli ex Verdi liberaldemocratici Lele Rizzo e Federico Clavari, propongono a Roberto de Santis, segretario nazionale dei Verdi verdi, un incontro. Roberto de Santis aveva la delega per il centro Italia delle candidature alle Europee. Nell'incontro Lele Rizzo e Federico Clavari, sondano la possibilità di una candidatura dell ex leader storico dei Verdi del sole che ride e presidente di Italia Nostra, Carlo Ripa di Meana. L incontro finisce in un nulla di fatto in quanto il Segretario dei Verdi Verdi, Roberto De Santis chiese preliminarmente la sottoscrizione del programma di chiara ispirazionei liberale e solidale e di governo dell ambiente. Ovviamente la trattativa si interruppe bruscamente. La candidatura di Ripa di Meana avrebbe dato un maggiore respiro e visibilità ai Verdi verdi. Roberto de Santis segretario nazionale non accettò tale penetrazione, che poi si ripresento l anno dopo con il tentato accordo di desistenza, tra i Verdi verdi ed i verdi del sole che ride che comportò la fuoriuscita della componente autenticamente verde e liberale rappresentata da de Santis che costituì il nuovo soggetto politico degli Ecologisti. (fonte da una grigia ad una verde politica di Roberto de Santis, https://www.ibs.it/da-grigia-ad-verde-politica-libro-roberto-de-santis/e/9788862591294) .
Sempre alle Europee del 2004, l. On Pino Rauti, bussò alla porta dei Verdi Verdi chiedendo di potersi candidare. Roberto de Santis avendo ben compreso il tentativo di riciclarsi di Rauti in una componente verde, trasformandola in un soggetto di destra, negò ogni possibilità pur sapendo che con tale sostegno, i Verdi Verdi avrebbero eletto un deputato. La conferma non tardò ad arrivare e l'anno dopo, Vincenzo Galizia dirigente del MSI e legato all'on Rauti, costituì il movimento politico Fronte Verde. Lo slogan "L'ambiente non ha colore" di Roberto de Santis, non poteva permettere a movimenti di estrema destra, come era già successo per movimenti di estrema sinistra, di riciclarsi in un soggetto ambientalista, di programmi, che storicamente si era presentato, fuori dalle vecchie ideologie, superando le vecchie logiche, con un programma che aveva decretato l incredibile successo elettorale delle prime liste verdi! Fonte da una grigia ad una verde politica di Roberto De Santis. 
Alle elezioni politiche del 2006, dove si sono nuovamente apparentati con la Casa delle Libertà appoggiando Silvio Berlusconi, ai Verdi Verdi viene bocciato dalla Corte di cassazione il simbolo elettorale che è stato presentato, dal momento che la scritta "Verdi" presentava gli stessi caratteri del simbolo della lista della Federazione dei Verdi; il movimento ha quindi deciso di presentarsi sotto il nome di Ambienta-Lista Ecologisti Democratici.
Alle politiche del 2008 il movimento non si candida, ma appoggia ancora una volta Silvio Berlusconi ed Alessandro Lupi, fratello di Maurizio, è stato candidato alla Camera dei deputati per il Popolo della Libertà nella circoscrizione Piemonte 1, ma non è stato eletto per via della bassa posizione occupata nella lista elettorale. Il simbolo e la dicitura dei Verdi Verdi si sono rivisti alle elezioni provinciali di Torino del 2009, con una lista in appoggio al candidato presidente Renzo Rabellino, leader del movimento No Euro, che si presenta al di fuori dei due poli; la lista ha raccolto lo 0,38% dei voti.
In occasione delle elezioni regionali del 2010 i Verdi Verdi si sono presentati in Piemonte nella coalizione di centrodestra che candida il leghista Roberto Cota, poi risultato vincente. Con l'1,76% dei voti hanno conservato il loro seggio in consiglio regionale e, per la prima volta, hanno ottenuto un risultato superiore a quello della Federazione dei Verdi, ferma allo 0,76%. Lupi nel Consiglio Regionale del Piemonte ha formato il gruppo consiliare chiamato "VERDI-VERDI-WWFF-L'AMBIENTALISTA PER COTA". Successivamente a questo risultato, Maurizio Lupi rafforza il suo coordinamento nazionale con l'ingresso del suo collaboratore Fabio Sanfilippo, nominandolo coordinatore del partito. Alle elezioni regionali in Piemonte del 2014 si schierano all'interno della coalizione di centro destra ma i risultati non sono buoni: con lo 0,27% di voti perdono l'unico seggio che avevano.
Il Segretario Nazionale Roberto De Santis, nel 2007 avendo compreso che l'istanza verde era ormai ridotta ai minimi termini e non più rappresentativa di quel progetto culturale che avrebbe dovuto rappresentare un nuovo modello che avrebbe dovuto approcciarsi con modelli di economia ecologica di mercato, rifiutando una deriva animalista e protezionista figlia di un biocentrismo assoluto antitetico a modelli culturali occidentali, pubblicò un libro di analisi politica e di storia del movimento verde in Italia, Da una grigia ad una verde politica. La storia della disputa dei simboli dei Verdi liberaldemocratici, dei Verdi del Sole che ride e dei Verdi Verdi è stata raccolta ed oggetto di un libro da Gabriele Maestri, pubblicista e dottore di ricerca in Teoria dello Stato e Istituzioni politiche comparate presso l'Università La sapienza di Roma, autore tra l'altro di numerosi libri.

## Valori
I Verdi Verdi proclamano la purezza dei valori ambientalisti e si oppongono alle posizioni progressiste proprie della Federazione dei Verdi. Sostengono, invece, che tali valori debbano ritrovarsi con il cattolicesimo liberale e con la tradizione liberale, laica, repubblicana e dei diritti civili. Il partito propone un ambientalismo liberista, contrario all'ecosocialismo in quanto favorevole al mercato ed all'ecologia di mercato.

## Risultati elettorali
| Elezione                                            | Elezione       | Voti                       | %                          | Seggi |
| --------------------------------------------------- | -------------- | -------------------------- | -------------------------- | ----- |
| Politiche 1992                                      | Camera         | 25.862                     | 0,07                       | -     |
| Politiche 1992                                      | Senato         | 29.217                     | 0,09                       | -     |
| Politiche 1994                                      | Camera         | 32.832                     | 0,08                       | -     |
| Politiche 1994                                      | Senato         | 68.218                     | 0,21                       | -     |
| Politiche 1996                                      | Camera         | 25.788                     | 0,07                       | -     |
| Politiche 1996                                      | Senato         | 61.434                     | 0,19                       | -     |
| Politiche 2001                                      | Camera         | 18.262                     | 0,05                       | -     |
| Politiche 2001                                      | Senato         | 35.743                     | 0,11                       | -     |
| Europee 2004 a                                      | Europee 2004 a | 158.988                    | 0,49                       | -     |
| Politiche 2006 b                                    | Camera         | 17.145                     | 0,04                       | -     |
| Politiche 2006 b                                    | Senato         | 36.458                     | 0,11                       | -     |
| Politiche 2008                                      | Camera         | Ne Il Popolo della Libertà | Ne Il Popolo della Libertà | -     |
| Politiche 2008                                      | Senato         | -                          | -                          | -     |
| a Con la lista Abolizione scorporo b Ambienta-Lista |                |                            |                            |       |